# Diallan
Djallan est une localité et une commune rurale malienne, située dans le pays de la Kaarta, chef-lieu d'arrondissement dans le cercle de Oussoubidiagna, dans la région de Kayes. La commune regroupe 25 villages, dont Djallan.

## Géographie
Diallan est situé à 140 km de Bafoulabé. La commune est limitée à l’Est par les communes rurales de Lakamané et de Sansankidé, au Nord par la commune rurales de Diakon, au sud par la commune rurale de Séféto-Nord et à l’ouest par les communes rurales de Kontéla et de Tomora.
La végétation est constituée de « galeries » le long des cours d’eau et des prairies. Les espèces dominantes sont le gommier, le caïlcédrat, le balanzan, le baobab, le jujubier.
La commune n’est traversée par aucun cours d’eau permanent. Située sur les derniers contreforts du Fouta-Djallon, elle présente un relief constitué de collines espacées par d’étroites plaines.
Les sols sont très diversifiés : gravillonnaires, limoneux, sablonneux, limono-sablonneux et argileux.

## Histoire
La Commune Rurale de Djallan a été créée par la loi du 4 novembre 1996.
L’Afrique étant considérée depuis longtemps comme un continent de l’oralité, dont le savoir se transmettait de bouche à oreille et de génération en génération. Alors, Djallan en tant que Commune rurale du Mali ne ferait pas exception à cette belle règle. Cependant, d’après le traditionaliste (gesere) feu M’Barou Baba Drame et certains vieux du village comme Aly Diawara, le nom de Djallan vient du mot peulh « aldjalal ». Ceci est arrivé lors de la pose de la première pierre du Tata (tagaye) que le résistant El Hadj Oumar Tall a construit à Djallan. Selon ces vielles personnes, Djallan a été découvert par un chasseur venant de Kingui (une région de Sooninkara), ce dernier était un descendant de Daman Gille (le Long) Diawara (un guerrier des grands animaux de la brousse). Selon l’homme gesere, Djallan existe il y a environ 200 ans. Avant que Djallan fut fondé, il y avait un petit village au Sud du village qu’on appelait "Xeerigede" (puits du bonheur), l’actuel "Sinbalankiidi" par la tribu Diawara. Le  s’appelait Bassatougouné Diawara (Basatugunne Jaawara).  le premier lieu d’habitation de la population Diallanaise. Il faut aussi noter que le premier nom de Djallan était "Jaara", ce qui montre que cette population appartenait au royaume Jaara.[réf. nécessaire] Sur le plan de la phonologie, on peut dire que c’est Jaara qui donnait naissance à Jaala, car ces deux lettres (l & r) sont des allophones et elles sont interchangeables.
Lorsque la chefferie est arrivée, c’est Siliman Diawara qui devient le premier chef du village Après lui, Bassiré Diawara lui succéda, et ainsi de suite jusqu’aujourd’hui cette chefferie est présidée par l’ancien combattant Aly Diawara.
Cependant, selon toujours ces vieilles personnes, Djallan était un village où il pleuvait beaucoup, c’est à la suite de cette abondance pluviométrique que le village porta le nom "Un village à trois hivernages" (Siino sikki Debi baane). Cela se faisait car il y avait trois saisons dans une seule année, qui sont la saison hivernale (xaaxo), la saison "kawule" (une saison juste après l’hivernage) et enfin, la saison froide ou la décrue (holo ou folo), cette dernière saison pouvait durer jusqu’au mois d’avril.
Dans le chef-lieu d’arrondissement (Djallan), on trouve un Premier cycle qui a été créée en 1959, un Second Cycle créée en 2009,un Premier Cycle et un Second Cycle Medersa, une Mairie, un sous-préfet, un Centre de Santé Communautaire (CSCOM) et une adduction d’eau potable. Les autres villages de la commune disposent aussi leurs établissements (Écoles et Medersas). On y trouve aussi les deux réseaux (Ikatel & Malitel) et un barrage d’irrigation qui a la peine d’être fini. Dans la commune de Djallan, on trouve aussi "l’Association des Anciens Élèves de Djallan" (A.A.E.D)qui a une page sur le réseau social "Facebook", et la "Fédération des Associations de la Commune de Diallan" (FACD)à Paris et l'association des jeunes pour le développement de Modinkanou (AJDM)à Modinkanou qui a une page sur le réseau social "Facebook " et groupe sur whatsapp.

## Démographie et population
La population s’élève à 14 635 habitants en 2009. Elle est constituée principalement de soninkés, khassonkés, et Diawanbés.
La moitié de la population active a migré vers l’Afrique centrale et l’Europe.
Les différents villages dans la commune rurale de Diallan :
- Diallan (Jaala) ;
- Konbomté (Konbonte) ;
- Khérisignané (Qerisinŋaane) ;
- Kamané (Kamaane) ;
- Néma (Neema) ;
- Karanteré (Karantere) ;
- Samina (Samiina) ;
- Misira (Misira) ;
- Diangounté Dïañgoųñté) ;
- Modikanou (Moodikaanu) ;
- Tintiba (Tintiba) ;
- Korondomou (Korondoomu) ;
- Boudiadia (Bujaaja) ;
- Kankoga (Kankooga) ;
- Mouminka (Muuminka) ;
- Goupou (Guppu) ;
- Ponbala (Ponbala) ;
- Gajangoulou (Gajangulu) ;
- Sawané (Sawaane) ;
- Dourounka (Duurunka) ;,
- Douwaragouné (Duwaragunne ou Xeeriwaane)[7].

## Économie
L'agriculture et l’élevage, puis le commerce et l’artisanat sont les principales activités économiques.
Les principales cultures sont le sorgho, le mil (céréale), le riz, le fonio, le maïs, la patate douce, le haricot, l’arachide et les cultures maraîchères : oignon, tomate, aubergine.